# Manuel De Toni
Manuel De Toni (Feltre, 10 gennaio 1979) è un ex hockeista su ghiaccio italiano, ha militato come attaccante nell'Alleghe Hockey, squadra della Serie B di cui è stato capitano.

## Carriera

### Club
De Toni esordì con la maglia dell'Alleghe Hockey nella stagione 1994-1995 totalizzando una sola presenza. Vanta oltre 600 presenze in Serie A e oltre 300 punti raccolti. Dalla stagione 2011-2012 alla stagione  2014-2015 è stato il capitano della formazione veneta.

### Nazionale
Dopo aver totalizzato presenze con le rappresentative giovanili De Toni esordì con la Nazionale italiana nel mondiale del 1999. Presenza fissa nelle successive edizioni della rassegna iridata, nel 2006 prese parte ai XX Giochi olimpici invernali di Torino. Dalla rassegna di Prima divisione vinta nel 2011 fino al campionato mondiale giocato in Finlandia e Svezia ricoprì il ruolo di capitano della selezione azzurra.

## Vita privata
Manuel De Toni è figlio di Renato De Toni, giocatore dell'Alleghe e dell'Italia tra gli anni sessanta e gli anni ottanta, e fratello minore di Milos, anch'egli con presenze in massima serie con la maglia alleghese.

## Palmarès

### Club
- Campionato italiano - Serie B: 2

Alleghe: 2013-2014, 2014-2015

### Nazionale
- Campionato mondiale di hockey su ghiaccio - Prima Divisione: 2

Polonia 2009, Ungheria 2011